# Xã West Ontario, Quận Wells, Bắc Dakota
Xã West Ontario (tiếng Anh: West Ontario Township) là một xã thuộc quận Wells, tiểu bang Bắc Dakota, Hoa Kỳ. Năm 2010, dân số của xã này là 32 người.